# فرناند سایوه
فرناند سایوه (انگلیسی: Fernand Saivé؛ ۲۴ مهٔ ۱۹۰۰ – ۲۱ آوریل ۱۹۸۱) دوچرخه‌سوار اهل بلژیک بود.
وی در مسابقات کشوری و بین‌المللی در مجموع برندهٔ ۱ مدال نقره، ۱ مدال برنز شده‌است.